# Luis María Unamuno Irigoyen
Luis María Unamuno Irigoyen (Abadiño, Biscaia, 8 de setembre de 1873 -Madrid, 2 d'octubre de 1943) va ser un micromicetòleg basc i frare agustí.

## Biografia
Doctor en Ciències Naturals i Director del Laboratori de Micologia del Reial Jardí Botànic de Madrid. Va ser deixeble de R. González Fragoso. Va retornar a Espanya des de les Filipines en 1898 i va ser professor de ciències naturals a Tapia de Casariego i Llanes, on va conrear la micologia. Va realitzar un esbós de la flora fúngica asturiana molt notable, especialment en relació als micromicets, encara que emmalalteix d'alguns errors. El 1927 es va traslladar a Madrid, succeint a González Fragoso en el Reial Jardí Botànic. Va ser membre de la Reial Acadèmia de Ciències Exactes, Físiques i Naturals entre moltes altres associacions científiques, tant nacionals com a internacionals.

## Honors

### Epònims
- (Asteraceae) Hieracium myriadenum Boiss. & Reut. ex Rchb. var. unamunoi C.Vicioso[2]
- (Asteraceae) Pilosella unamunoi (C.Vicioso) Mateo[3]